# Доммерсхаузен
Доммерсхаузен (нем. Dommershausen) — община в Германии, в земле Рейнланд-Пфальц. 
Входит в состав района Рейн-Хунсрюк. Подчиняется управлению Кастеллаун.  Население составляет 1136 человек (на 31 декабря 2010 года). Занимает площадь 24,70 км².